# Васил Марков (журналист)
Вижте пояснителната страница за други личности с името Васил Марков.
Васил Петров Марков е български журналист, телевизионен водещ, издател и предприемач. Като журналист е известен с предаванията си по актуални обществени международни и икономически теми от 1970-те, 1980-те и 1990-те години по Българската национална телевизия. По-късно основава издателство „Български Законник“, издаващо редица експертно-юридически периодични заглавия, включително едноименното списание и електронното издание „Експертис“. Известни предавания, водени от Васил Марков, са „Панорама“, „Гледища“ и „Лице в лице“. Други емблематични предавания, на които журналистът е бил главен редактор, създател и движеща сила, са „Актуална антена“, „Плюс минус“.

## Биографична информация
Васил Марков е роден на 12 септември 1938 г. в село Борима, Троянско, в семейството на Петър Василев Марков, майстор грънчар, художник, калиграф и предприемач и Дона Лалева Маркова, домакиня. Завършва началното и прогимназиалното си образование в училище „Васил Левски“ в родното си село Борима, и гимназия „Васил Левски“ в Троян през 1956 г. През периода 1957 – 1959 година служи в Пета танкова бригада в гр. Казанлък, а през 1965 година се дипломира в Минно-геоложкия университет в София като инженер електромеханик.

## Професионална кариера

### Вътрешно-журналистическа работа
Още по време на следването си Васил Марков сътрудничи на списание „Младеж“ и вестниците „Студентска трибуна“, „Народна младеж“ и „Стършел“. След завършване на университета той започва работа във вестник „Народна младеж“, съсредоточавайки се върху стопански теми.

### Международна журналистика и документалистика
След няколко години журналистическа работа в Народна младеж, през 1969 г. постъпва в Българска национална телевизия на длъжност „наблюдател“ в областта на европейската икономика и политика. След година заедно с журналиста Тома Томов са назначени за пътуващи кореспонденти на Комитета за телевизия и радио за Западна Европа, САЩ и Канада. Прави поредица от документални филми за структурата и дейността на Общия пазар – бъдещия Европейски съюз. Между 1973 и 1975 г. отразява с кореспонденции революцията на червените карамфили срещу диктатора Марсело Каетано в Португалия и също прави три документални филма за освободителните войни на португалските колонии в Африка – Мозамбик, Ангола и островите Зелени нос. Като пътуващ кореспондент на Комитета за телевизия и радио, месеци наред публикува кореспонденции за общоевропейските преговори за „Сигурност и сътрудничество“ в столицата на Финландия – Хелзинки до подписването на окончателния акт от Хелзинки на 1 август 1975 година. В началото на този период той е ангажиран от външното разузнаване за сътрудник и според решението на Комисията по досиетата, през 1982 година дейността му като сътрудник е прекратена.

### Популярни предавания
В началото на седемдесетте заедно с Николай Конакчиев, Александър Бешков, Тома Томов и Иван Славков, реформира седмичното предаване „Панорама“ и години наред е автор и водещ в предаването. По-късно в края на 70-те създава и води силно популярното седмично дискусионно предаване „Гледища“. През 1984 година Васил Марков е назначен за главен редактор за публицистичните предавания на Българската национална телевизия, какъвто остава до подаването на оставката си през май 1991 година.
През втората половина на 80-те журналистът създава и ръководи публицистичното репортажно предаване „Актуална антена“, излъчвано в централно време и насочващо вниманието на зрителите към обществени проблеми с непозната дотогава остра критичност към институции и държавни органи. В „Актуална антена“ се утвърждават като водещи редица известни по-късно журналисти като, Нери Терзиева, Екатерина Генова, Иван Константинов, Диляна Грозданова, Георги Кузмов Иван Обретенов.
Като главен редактор на „Публицистични предавания“ въвежда седмичното предаване „Световна икономика“, водено от Петко Бочаров, и едночасовото икономическо предаване „Плюс – минус“, за което привлича Елена Вълчева.
Последното предаване, което създава и води, е двайсетминутното „Лице в лице“. В него Васил Марков започва да кани някои от новозараждащите се опозиционни лидери. В това предаване журналистът за първи път, още през декември 1989 година, кани като гост и бъдещия министър-председател на Република България Иван Костов.

## Издателска дейност
Още през 1989 година по Указа за стопанска дейност № 56 регистрира дружество с ограничена отговорност „Клуб Световна икономика“, а три години по-късно като едноличен търговец основава издателство „Българско законник“, издател на правно-консултантските издания „Български законник“ „Седмичен законник“ и „Експерт-счетоводител“. Васил Марков управлява и разширява дейността на издателството в продължение на двадесет години.